# イフ・イッツ・オーヴァー
「イフ・イッツ・オーヴァー」 (If It's Over)は、マライア・キャリーの楽曲。1991年に発表された2枚目のスタジオ・アルバム『エモーションズ』に収録されている楽曲であり、キャロル・キングとの共作。
翌年のMTVアンプラグドで披露され、その模様を収録したライヴ・アルバム『MTVアンプラグド』からの2枚目のシングルとしてライヴ・バージョンがシングルカットされた。
第34回グラミー賞のステージで披露された。

## 収録曲
日本盤 3"シングル
1. イフ・イッツ・オーヴァー - 3:47
2. エモーションズ - 3:59
3. スペシャル・スポークン・メッセージ・フォー・ジャパニーズ・ファンズ